# Alfred Söderkvist
Erik Alfred Söderkvist, född 16 april 1918 i Rättvik, Kopparbergs län, död där 14 februari 2012, var en svensk slöjdlärare och skulptör.
Han var son till hemmansägaren Lars Söderkvist och Johanna Sjögren och från 1948 gift med Anna Persson. Han medverkade i Dalarnas konstförenings höstutställningar i Falun och i Rättviksexpon Konst att hyra. Hans konst består av djur och människofigurer utförda i trä eller metall.